# Endogone flammicorona
Endogone flammicorona är en svampart som beskrevs av Trappe & Gerd. 1972. Endogone flammicorona ingår i släktet Endogone och familjen Endogonaceae.  Arten är reproducerande i Sverige. Inga underarter finns listade i Catalogue of Life.